# Babylon (Holany)
Babylon je osada, součást městysu Holany v okrese Česká Lípa. První písemná zmínka o Babylonu pochází z roku 1546. Během třicetileté války byla kolem roku 1622 zničena. Ze čtrnácti domů, které pravděpodobně ves měla, nezůstal ani jeden. Babylon byl obnoven dávno po válce postavením pěti domů, z nichž jeden byl postaven až roku 1788. Dnešní dřevostavby byly postaveny v 19. století.